# Chłopiec z Syberii
Chłopiec z Syberii / Chłopiec samojedzki (ros. Самоедский мальчик, Samojedskij malczik) – radziecki krótkometrażowy animowany film czarno-biały z 1928 roku w reżyserii Nikołaja i Olgi Chodatajewów oraz Walentiny i Zinaidy Brumberg. 
Film wchodzi w skład serii płyt DVD Animowana propaganda radziecka (cz. 4: Naprzód ku świetlanej przyszłości).

## Fabuła
Nienecki chłopiec o imieniu Czu naraża się chciwemu szamanowi, który oszukuje ludzi, następnie płynie na krze na otwarte morze. Dzięki pomocy marynarzy radzieckich dostaje się do Leningradu, gdzie wstępuje do szkoły robotniczej. Tam uczy się pilnie i myśli o powrocie do rodzinnych stron. Pragnie zbudować życie na nowo.